# Valérie Vernay
Pour les articles homonymes, voir Vernay.
Valérie Vernay est une dessinatrice française de bande dessinée.

## Biographie
Après un cursus d’illustration et des études supérieures d’Art, Valérie Vernay participe à plusieurs albums collectifs. Puis, tout en travaillant dans différents magazines en tant qu’illustratrice, Valérie Vernay intègre les éditions Dupuis.
En parallèle de ses publications, elle collabore aux magazines Julie et Moi, Je (Éditions Milan) ou Spirou et réalise des illustrations pour des couvertures de magazines.